# Chelmondiston
Chelmondiston – wieś w Anglii, w hrabstwie Suffolk, w dystrykcie Babergh. Leży 9 km na południowy wschód od miasta Ipswich i 107 km na północny wschód od Londynu.